# Bi-nyfiken

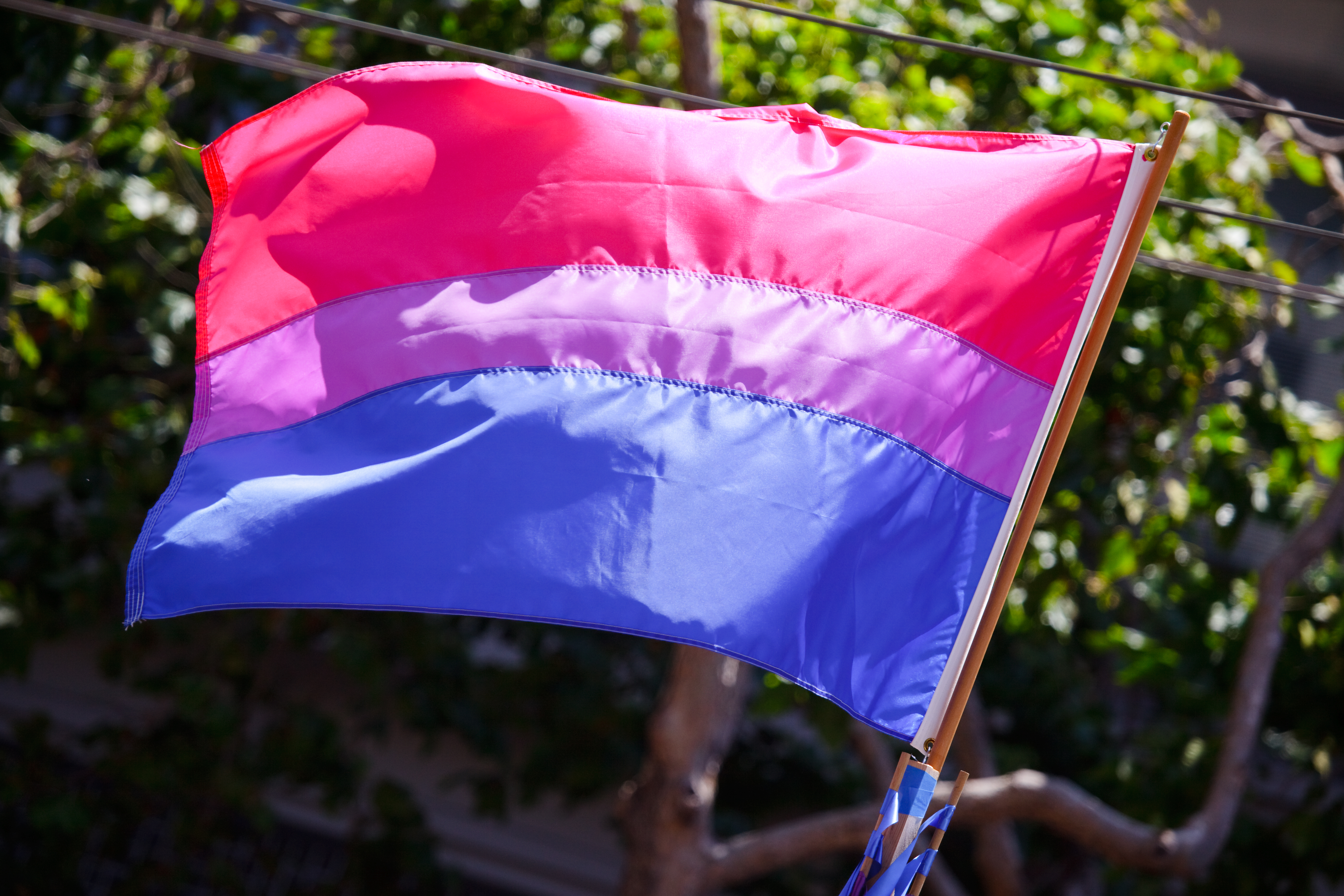
Flaggan som representerar bisexualitet.

Bi-nyfiken eller binyfiken (från engelskans bi-curious) är ett fenomen där personer som identifierar sig som heterosexuell eller homosexuell är nyfiken på ett förhållande eller sexuell aktivitet med en person av könet de inte föredrar och samtidigt särskiljer sig från den bisexuella märkningen. Termen används ofta för att beskriva ett brett kontinuum av sexuella läggningar mellan heterosexualitet och bisexualitet. Termerna "heteroflexibel" och "homoflexibel" används också inom bi-nyfikenhet, även om en del skribenter särskiljer heteroflexibilitet som att sakna "önskan att experimentera med [...] sexualitet" som märkningen bi-nyfiken innebär.
Termen "bi-nyfiken" innebär att individen antingen har ingen eller begränsad kunskap om homosexualitet när det gäller heterosexuella individer eller ingen eller begränsad kunskap om heterosexualitet när det gäller homosexuella individer, men kanske fortsätter identifiera sig själv som bi-nyfiken om denne inte känner sig har utforskat dessa känslor tillräckligt, eller om denne inte önskar identifiera sig som bisexuell. (Källa)